# Targhe d'immatricolazione di Porto Rico
Le targhe d'immatricolazione di Porto Rico risalgono al 1906 quando lo Stato americano impose ai cittadini di registrare i propri veicoli a motore e avere una targa. Era obbligatorio avere sia una targa posteriore che anteriore, ma l'adesivo riportante l'anno andava applicato solo sulla targa posteriore.

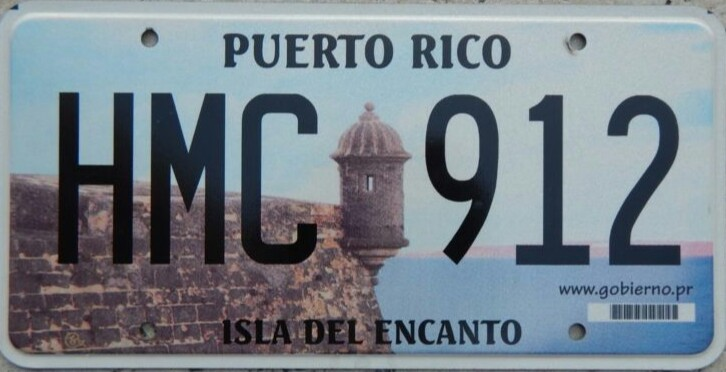
Targa di Portorico in vigore dal 2008

## Targhe dal 1930 a oggi
Nel 1956, gli Stati Uniti, il Canada e il Messico raggiunsero un accordo con l'American Association of Motor Vehicle Administrators, l'Automobile Manufacturers Association e il National Safety Council che standardizzò le dimensioni delle targhe per i veicoli (tranne quelle per le motociclette) a 6 pollici (15 cm) di altezza per 12 pollici (30 cm) di larghezza, con fori di montaggio standardizzati. L'emissione del 1955 (datata 1956) fu la prima targa di Porto Rico conforme a questi standard.
Tuttavia, nel 2012 il governo portoricano ha iniziato a distribuire targhe opzionali in stile europeo, che incorporano il linguaggio grafico delle targhe standard, ma in una dimensione più lunga e stretta, tipiche delle targhe europee.